# Festival MASA
Masa, Marché des Arts du Spectacle d’Abidjan est créé en 1993 par l'Agence intergouvernementale de la Francophonie. C'est un festival des arts vivants africains (théâtre, musique et danse) organisé tous les 2 ans à Abidjan. Le dernier Masa a eu lieu du 05 au 12 mars 2022.

## Voir Aussi